# Chromis hypsilepis
Chromis hypsilepis är en fiskart som först beskrevs av Günther, 1867.  Chromis hypsilepis ingår i släktet Chromis och familjen Pomacentridae. Inga underarter finns listade i Catalogue of Life.